# O Samurai
O Samurai - A vida de Miyamoto Musashi (Original em inglês: The Lone Samurai) é uma biografia do samurai Miyamoto Musashi. Foi escrita por William Scott Wilson, publicada pela Kodansha International, e primeiramente impressa em 2004. É possivelmente a primeira referência confiável sobre Musashi, uma vez que obras anteriores geralmente se baseavam em lendas e histórias fictícias.
A versão brasileira foi publicada a partir de 2006 pela Editora Estação Liberdade, mesma editora que publicou o romance Musashi de Eiji Yoshikawa em dois tomos.